# 冷やしシャンプー
冷やしシャンプー（ひやしシャンプー）は、1990年代後半に山形県山形市で開発された洗髪方法、および、使用される洗剤のことで、冷蔵庫や氷などで冷却したメントール系シャンプーを用いて客の洗髪を行う理容室等でのサービスである。頭にのせたかき氷にシャンプー剤をかけて行う場合もある。
山形県理容生活衛生同業組合の有志でつくられた「山形県・冷やしシャンプー推進協議会」が、夏の風物詩である冷やし中華の販売促進方法にならったブランド展開を行っている。

## 名称等
「山形県・冷やしシャンプー推進協議会」での正式名称は「冷やしシャンプー」である。マスメディアなどの表記には「冷しシャンプー」との表記も見られる。
「山形県・冷やしシャンプー推進協議会」公式の製品は、発売元「山形県冷やしシャンプー推進協議会〜ひやしびと」、製造販売元「株式会社ロジック」である。クラシエ（東京都）から発売されている製品名から「冷シャンプー」（れいシャンプー）と呼ばれることもある。

## 沿革
1990年代後半に山形県山形市の理容店「メンズヘアリズム」（大沼幸市経営）において夏季限定のサービスとして始まった。当初は「クールシャンプー」と称し、冷蔵庫で冷やしたシャンプーを使うというサービスだった。
冷やし中華の販売促進で用いられるのぼりの決まり文句「冷やし中華はじめました」にならって、店舗横に「冷やしシャンプーはじめました」というポップを貼ったところ「かわったポップがある」と地元ラジオ局や地元テレビ局に問い合わせが殺到した。その後、大沼が毎月担当しているコラムで理容業界新聞「ザ・セントラル」に「冷やしシャンプー」の事を掲載すると理容業界内で広がり始め、全国理容生活衛生協同組合連合会のキャンペーンによって全国の理髪店・美容店に広がった。
2008年（平成20年）7月23日にフジテレビ系列『笑っていいとも!』、8月11日にテレビ朝日系列『スーパーモーニング』、8月14日に日本テレビ系列『秘密のケンミンSHOW』、8月15日によみうりテレビ『ニューススクランブル』などと、連日に渡って冷やしシャンプーが取り上げられ、一般への知名度が上がった。年末には『秘密のケンミンSHOW』で山形県民がMVK (Most Valuable Kenmin) に選ばれたが、さらに『山形ケンミンの秘密』第1位に冷やしシャンプーが選ばれた。
2009年（平成21年）7月、「山形県・冷やしシャンプー推進協議会」と「埼玉県熊谷理容師会」が「冷やしシャンプー」に関する盟約を結んだ。これは、1933年（昭和8年）7月25日に山形市で記録された日本の最高気温40.8℃を2007年（平成19年）8月16日に熊谷市（および岐阜県多治見市）が40.9℃で塗り替えたことから、暑さを売りにした町おこしを熊谷市が始め、山形の「冷やしシャンプー」を取り入れることにしたもの。
2009年（平成21年）7月30日、「冷やしシャンプーはじめました」の商標を出願。2010年（平成22年）4月2日、「冷やしシャンプーはじめました」の商標が登録された。
2010年（平成22年）7月から山形市では、冷却したシェービングフォームを用いる「冷やしシェービング」も始まった。

## その他
- 暑さ日本一の埼玉県熊谷市、静岡市清水区などは、山形県と「友好姉妹団体」の盟約を結び、冷やしシャンプーについて、研究データ・企画案など、情報交換・情報共有し、理容業界の活性につとめている。また、香川県、大阪府、岡山県、神奈川県などからも、オファーが来て、2010年現在、山形発祥の流れをくむ、正統派冷やしシャンプーは24都府県に及ぶ。正統派の見分け方は「冷やしブルー」と称されている、「青い幟」が目印となっている。

- 「山形県冷やしシャンプー推進協議会〜ひやしびと」が監修した「冷やしシャンプーはじめました」「冷やしトリートメント」は世界で初めてとなる世界初の、冷やすことを前提にして、調合されているシャンプー。冷やすことで、メントールの爽快感との相乗効果があがり、より、清涼感が味わえるようになっている。そのため、過度な刺激は排除し、爽快感は、若干、低めに設定してある。

- 山形を訪れていた映画『おくりびと』脚本家の小山薫堂が、冷やしシャンプー発祥店「メンズヘアリズム」を訪れ「冷やしシャンプー」を体感した後に大沼に「ひやしびと」の称号を送り、直筆の「ひやしびと」と共に命名された。

- 店舗によりシャンプーを容器ごとに冷蔵庫や冷凍庫に冷やしたりするほか、金魚鉢や徳利に冷やして入れる場合もある。またかき氷とともに洗髪する事例もあるという。しかし、発案者でもある大沼は同技術で頭を急激に冷やす演出は重大な事故を引き起こす可能性があるとして、注意を促している。

- タイの国営放送が山形の大沼の元へ訪れ「冷やしシャンプー」の取材を行った。最初は「冷やしシャンプー」の発想に大笑いしていたスタッフも、いざ施術を受けると「これは暑い国であるタイでもとりいれたい」と絶賛された。

- 山形市の「山形国際ホテル」では、夏の間、インターネットで予約すると、部屋の冷蔵庫に、冷やしシャンプーのミニボトルが冷やされていて、プレゼントされるという特典がある。

## 参考記事
- あついぞ．com「冷やしシャンプー始めました」　山形市の理容店から伝授され、暑さ日本一となった熊谷市で冷やしシャンプーが広まりを見せている